# A Yank in the RAF
 A Yank in the RAF és una pel·lícula estatunidenca de guerra en blanc i negre dirigida per Henry King i estrenada el 1941. És considerada una típica pel·lícula primerenca de la Segona Guerra Mundial. Originalment titulat The Eagle Squadron, es basa en una història de "Melville Crossman", el nom artístic del 20è cap d'estudi de la Fox, Darryl F. Zanuck. Segueix un pilot americà que s'allista a la Royal Air Force (RAF) durant un període en què els Estats Units eren encara neutrals.

## Argument
De tornada a Anglaterra, el pilot estatunidenc Tim Baker s'allista a la Royal Air Force, punta de llança d'un exèrcit britànic que lluita contra l'Alemanya nazi, durant la Segona Guerra Mundial. Durant un bombardeig dels nazis, Baker es retroba amb Carol Brown, una antiga promesa.

## Repartiment
- Tyrone Power: Tim Baker
- Betty Grable: Carol Brown
- John Sutton: Comandant Morley
- Reginald Gardiner: Roger Pillby
- Donald Stuart: Caporal Harry Baker
- Ralph Byrd: Al
- Richard Fraser: Thorndyke
- Denis Green: Tinent Redmond
- Bruce Lester: Tinent Richardson
- Gilchrist Stuart: Wales
- Lester Matthews: capità de grup
- Frederick Worlock: El major canadenc
- Ethel Griffies: Lady Fitzhugh
- Fortunio Bonanova: Cap dels cambrers
- James Craven: Instructor

## Rebuda
Inofensiu però agradable producte conjuntural que il·lustrava una tòpica història d'amor en el Londres bèl·lic. El conjunt és una mica tou però té l'irresistible encant dels productes "demodés". Alguns números musicals, amb evocadores cançons de Ralph Rainger i Leo Robin, contribueixen a donar l'excel·lència al resultat.

## Nominacions
1942 
- Oscar als millors efectes visuals per Fred Sersen (fotografia) i Edmund H. Hansen (so)